# Pteronemobius rufus
Pteronemobius rufus är en insektsart som först beskrevs av Henri Saussure 1877.  Pteronemobius rufus ingår i släktet Pteronemobius och familjen syrsor. Inga underarter finns listade i Catalogue of Life.